# Guinobatan
Guinobatan ist eine philippinische Stadtgemeinde in der Provinz Albay. Sie hat 82.361 Einwohner (Zensus 1. August 2015).
Guinobatan ist der Geburtsort des Generals Simon Arboleda Ola. Er war der letzte philippinische General, der sich nach dem Philippinisch-Amerikanischen Krieg ergab.

## Baranggays
Guinobatan ist politisch unterteilt in 44 Baranggays.
| - Agpay - Balite - Banao - Batbat - Binogsacan Lower - Bololo - Bubulusan - Marcial O. Rañola (Cabaloaon) - Calzada - Catomag - Doña Mercedes - Doña Tomasa (Magatol) - Ilawod - Inamnan Pequeño - Inamnan Grande | - Inascan - Iraya - Lomacao - Maguiron - Maipon - Malabnig - Malipo - Malobago - Maninila - Mapaco - Masarawag - Mauraro - Minto - Morera - Muladbucad Pequeño | - Muladbucad Grande - Ongo - Palanas - Poblacion - Pood - Quitago - Quibongbongan - San Francisco - San Jose (Ogsong) - San Rafael - Sinungtan - Tandarora - Travesia - Binogsacan Upper |

## Persönlichkeiten
- Francis Tolentino (* 1960), Politiker